# پائولو بوسینی
پائولو بوسینی (به انگلیسی: Paolo Bossini) (زادهٔ ۲۹ ژوئن ۱۹۸۵) شناگر اهل ایتالیا است.